# I colori della vita
I colori della vita è una miniserie televisiva composta da 2 puntate per la regia di Stefano Reali e con protagonisti Nancy Brilli, Alessandra Martines e Gabriel Garko.

## Trama
È la storia dell'amicizia tra due donne: Adua Del Vesco (Nancy Brilli), aspirante attrice e Giulia Galdieri (Alessandra Martines), brillante pianista. Il rapporto andrà in crisi a causa della madre di una delle due ma anche a causa di un uomo di nome Luca (Gabriel Garko).